# دوري الدرجة الثانية الأردني لكرة القدم
الدوري الأردني لكرة القدم - الدرجة الثانية هو ثالث أقوى دوري أردني بعد دوري الدرجة الأولى الأردني لكرة القدم والدوري الأردني للمحترفين. تلعب الأندية وتنقسم إلى مجموعتين، ويتأهل الفريقين في المركز الأول والثاني من كل مجموعه الی المربع الذهبي فيلعب المركز الأول في المجموعة الأولى والثاني في المجموعة الثانية والمركز الثاني من المجموعة الأولى والأول من المجموعة الثانية ذهاب وإياب ويلعب الفائز في كل مباراه لحسم بطل الدوري الأردني الدرجة الثانية، ويتأهل الأندية التي تأهلت إلى نهائي الدوري الأردني الدرجة الثانية يتأهل إلى الدوري الأردني الدرجة الأولى بينما اخر فريقين من كل مجموعه يهبط إلى الدوري الاردني الدرجة الثالثة.